# FRS/DFDS Iberia-Maroc
FRS Iberia Maroc / DFDS était une compagnie de transport maritime entre le Maroc et l'Espagne, filiale du groupe allemand FRS, fondée en 2000. Depuis 2024 une filiale de la compagnie maritime danoise DFDS Seaways à la suite de son rachat en 2023 par la compagnie maritime danoise.
Le siège de la compagnie est situé à La Línea de la Concepción, dans la province de Cadix en Espagne.

## Les liaisons actuelles
FRS Iberia Maroc exploite toutes les routes du détroit de Gibraltar  Ainsi, la compagnie propose comme liaisons:
Algésiras - Tanger Med / Tanger Med - Algésiras (via Gibraltar avec 1 seul rotation par semaine)
Algésiras - Ceuta / Ceuta - Algésiras

## Histoire de FRS/DFDS - Iberia/Maroc

### Les années 2000: L'arrivée d'un nouvel acteur sur le Détroit de Gibraltar.
En 2000, FRS à travers sa filiale hispano-marocaine arrive sur le détroit de Gibraltar. Elle ouvre une nouvelle liaison maritime entre le Maroc et l'Espagne entre le port de Tanger Ville et la petite ville de Tarifa situé à environ 25 kilomètres de Algésiras.
Cette liaison est opérée dans un premier temps par le Tanger Jet I, un ferry rapide acquis pour cette liaison maritime. Au fil des années la compagnie gagne du succès dans cette liaison devenu la plus courte et la plus rapide du détroit de Gibraltar (d'où le slogan historique Tarifa - 35 min - Tanger et vice-versa). La compagnie réussit à concurrencer les deux liaisons historiques du détroit Tanger Ville - Algésiras et Ceuta - Algésiras réputés pour leur plus longue durée (1 à 2 heures). L'arrivée de FRS fait partie des premières compagnies à introduire pour la première fois des ferries catamaran au Détroit de Gibraltar
Profitant de son monopole, la compagnie côté filiale espagnol acquit un nouveau ferry qu'elle renomme  Tarifa Jet mais portant officiellement le nom de Thundercat 1. Le navire porte les couleurs du drapeau espagnol comme le Tanger Jet I arborant avec les couleurs du drapeau marocain. La première version du Tarifa Jet sera vendue en 2008 pour être remplacé 2 ans plus tôt par le nouveau Tarifa Jet. D'une capacité d'environ 700 passagers et de175 véhicules il devient au fil du temps l'un des navires les plus emblématiques de la compagnie.
Elle profite aussi pour organiser des excursions dans la ville de Tanger voire  au nord du Maroc à Asilah ou à Chefchaouen ainsi quand dans tout le Maroc (ces deux derniers ne seront plus organisées quelques années après).
Elle se lance aussi sur la liaison entre Algésiras et Tanger par le déploiement de ses ferries sur la liaison Tarifa - Tanger Ville et par l'affrètement de Eurovoyager auprès Trans Europe Ferries quelques années plus tard.
En 2008, FRS Maroc annonce l'acquisition d'un nouveau navire ayant appartenu à la compagnie CATS qu'elle renomme Tanger Jet II. Cette nouvelle acquision permet de faire passer à 3 navires entre Tanger et Tarifa.
Dans la même année sa filiale espagnole FRS Iberia se lance sur l'autre liaison historique du détroit reliant Ceuta à Algésiras. Grâce à l'acquisition de deux catamarans jumeaux auprès de Nordic Jet Line qu'elle renomme Ceuta Jet et Algeciras Jet. Elle devient depuis la seule compagnie à opérer sur toutes les liaisons maritimes du détroit de Gibraltar.

### Les années 2010: La confirmation d'un acteur clé du secteur maritime du détroit de Gibraltar.
À la suite de l'ouverture de la liaison Tanger Med - Algeciras, FRS Iberia/Maroc annonce la création d'une division fret sous le nom de FRS Cargo. Outre le transport passagers son objectif est de renforcer son leadership dans ce secteur.
En cette même année Elle se retrouve pour la première fois en concurrence sur sa liaison historique entre Tarifa et Tanger Ville. En effet la Comarit annonce qu'elle compte opérer entre les deux ports. Elle reprend finalement son monopole à la suite de la saisie des navires en 2011 puis après la faillite de la compagnie marocaine en 2012.
La compagnie va profiter avec ce lancement pour effectuer d'importants changements dans sa flotte :
Le Tanger Jet I est vendue par la compagnie auprès de United Maritimes qu'elle renomme Sama I laissé finalement à l'abandon. Comme le Tanger Jet II qui est transféré à la maison-mère FRS pour assurer la toute nouvelle liaison entre Aarhus et Cuxhaven au Danemark auquel il sera renommé Dolphin Jet afin de lancer sa filiale Kattegatruten.
La compagnie porte plus d'attention sur la liaison reliant Algésiras et le tout nouveau port de Tanger Med (liaison ouverte à partir de 2010 à la suite du transfert de la liaison depuis le port de Tanger Ville) en programmant la fin de l'affrètement de l'Eurovoyager prévu en fin 2011. La compagnie acquis en début 2011, deux nouveaux navires jumeaux de type Ro-Ro mais prévu d'être reconvertis en navire Ro-Pax auprès de la compagnie danoise Molslinjen. D'une capacité commune de 900 passagers et de 340 véhicules ils sont prévus de circuler courant 2012 entre les deux ports.
Le premier des deux, le Mette Mols arrivent sur le détroit de Gibraltar et est renommé Tanger Express. Il commence sa rotation entre les deux ports à partir de la fin de l'année 2011. Son jumeau anciennement Maren Mols arrive deux ans plus tard à la suite de son utilisation destiné lui à Kattegatruteauquel il est renommé Kattegat. FRS Iberia/Maroc comptait le reniommer Maroc Express mais depuis son incorporation entre Tanger Med et Algésiras, il circule officiellement sous son ancien nom Kattegat.
L'absence du Kattegat notamment lors de l'Opération Marhaba 2012 et 2013 sera compensé par l'affrètement du navire Stena Feronia en 2012 puis par le retour de l'ex Tanger Jet II sous le nom de Dolphin Jet en 2013. Ce dernier est finalement vendue auprès de la compagnie maritime vénézuélienne ConFerry.

### L'expansion hors du Détroit de Gibraltar

#### Une nouvelle liaison entre Tanger Med et Motril.
En 2016, FRS Iberia annonce l'ouverture d'une liaison entre Tanger Med et Motril d'abord pour les marchandises qui sera ensuite ouverte en mars aux passagers, aux véhicules et aux autobus. C'est la première fois que les deux ports sont connectés par une liaison maritime qui selon la compagnie va permettre d'assurer une meilleure connexion entre les rives marocaines et espagnoles.
C'est ainsi la première liaison pour FRS Iberia/Maroc hors du détroit de Gibraltar depuis la création de la compagnie en 2000 et le début de son expansion.
FRS mobilise le Kattegat assurant habituellement depuis son intégration dans la flotte la liaison entre Tanger Med et Algésiras. Il est utilisé en attendant le nouveau navire prévu par la compagnie maritime pour assurer cette liaison.
En effet, la filiale espagnole annonce en mars 2016 avoir acquis le ferry Nord Pas de Calais ayant appartenu à MyFerryLink qui avait fait faillite en 2015. Elle le renomme Al Andalus Express. D'une capacité d'environ 200 personnes et 150 véhicules. Il remplace à partir de juin 2016 le Kattegat jusqu'à son affrétement à partir de 2018 par Naviera Armas qui sera renouvelé 2 ans plus tard avant d'être vendu à la compagnie espagnole finalement.
Le Miramar Express qu'elle acquis dans la même année reprend la liaison jusqu'en 2019 année où il est affrété par la compagnie tunisienne de navigation. Le Volcan de Tauce reprend le relais jusqu'en 2020 où FRS Iberia/Maroc cesse finalement la liaison maritime. Les raisons sont dû au manque de fréquentation par les routiers sur cette liaison. La liaison a repris en 2022 mais exploité cette fois ci par la compagnie maritime espagnole Baleària.

#### Une nouvelle liaison depuis Motril et l'arrivée de FRS aux Iles Canaries
Outre la liaison Tanger Med - Motril, FRS Iberia annonce en 2018, le lancement de deux nouvelles liaisons maritimes. Elle entend relier Motril déjà connecté à l'enclave espagnole de Melilla. Tandis qu'elle annonce se lancer dans le marché des Iles Canaries en reprenant la liaison maritime reliant la ville de Huelva à Las Palmas. Ces deux nouvelles liaisons que rajoutent la compagnie au dauphin rouge ont été en réalité abandonné par contrainte par Naviera Armas à la suite du rachat de Trasmediterranea afin d'éviter un quasi-monopole aux Iles Canaries ainsi qu'à Alboran. FRS affrète d'ailleurs auprès de la même compagnie maritime espagnole  deux ferrys, le Volcan de Tauce et le Volcan de Teide assurant respectivement la liaison Motril-Melilla et Huelva-Las Palmas.
Le Volcan de Tauce transféré à la liaison Tanger Med-Motril., FRS Iberia affrète le Golden Bridge en 2019 auprès de A Ships auquel elle rénove son intérieur ainsi que sa capacité accueillant qui est désormais  de1500 passagers et 500 véhicules afin de l'intégrer entre l'enclave espagnole et l'Espagne continentale à partir de Mars 2019. Son affrètement prend fin en janvier 2020, FRS Iberia n'ayant pas été satisfaite des attentes du navire qui avait fait face aux critiques de ses clients en raison de ses retards causés pendant plusieurs traversées.
Elle le remplace par le Vronskiy, d'une capacité de 1 250 passagers et capable de contenir 354 véhicules. Il possède une riche expérience car il avait circulé depuis 2013 sous la bannière de Trasmediterranea racheté en partie par Naviera Armas. Le ferry est finalement retiré de la flotte de FRS Iberia en 2021. Il est envoyé à la casse à Aliağa en Turquie.
Après plusieurs mois, FRS réouvre la liaison en utilisant ses ferrys rapides le Tarifa Jet puis l'Algeciras Jet jusqu'à la cessation de ces liaisons fin 2021.

### Les années 2020

#### La tentative ratée des Iles Baléares
Alors que les frontières entre le Maroc et l'Espagne sont fermés à la suite du Covid 19 dont le Maroc n'intègre pas l'Espagne pour l'Opération Marhaba 2021 en raison de la crise diplomatique entre les deux pays. FRS Iberia annonce entrer dans un autre marché des liaisons maritimes en Espagne : les Iles Baléares. Des rumeurs parlaient même d'un retrait totale de la compagnie sur le détroit de Gibraltar. Dans un marché dominé principalement par Baleària, Trasmediterranea dont sa filiale aux Baléares a été racheté par Grimaldi Lines qu'elle a renommé Grimaldi Trasmed et désormais avec la compagnie maritime italienne GNV mais aussi Trasmapi. FRS Iberia annonce avoir remporté l'exploitation de deux liaisons maritimes historiques entre les Iles Baléares une reliant la ville d'Alcudia et à Minorque (Ciutadella) déjà exploité par Baleària et entre Ibiza et Formentera liaison historique reliant ces deux iles par Baleària depuis sa création.
La compagnie transfère le Tarifa Jet qui s'occupait de la liaison entre Motril et Melilla depuis la réouverture des liaisons maritimes par les autorités espagnoles entre Alcudia et Ciutadella. Ainsi que le San Gwann, un ferry auquel d'autres filiales du groupe allemand l'ont utilisé FRS Carribean puis FRS Helgoline entre Ibiza et Formentera.
L'expérience aux Iles Baléares va s'avérer tourner rapidement en échec pour FRS. En particulier pour le San Gwann qui rencontre des difficultés d'abord pour sa rampe trop courte pour accueillir des véhicules. Et aussi pour l'accident que le ferry a subi le 28 août 2021 alors qu'il sortait du Port de Ibiza en direction de Formentera à la suite d'un échouement sur un rocher se trouvant à la sortie du port.
Le manque rentabilité de ces deux liaisons en plus convainc à l'armateur allemand de se retirer du marché des Baléares malgré le remplacement du Tarifa Jet par le Ceuta Jet pourtant moins capacitaire en août 2021.
FRS décide de se retirer ses liaisons aux Iles Baléares ainsi que la liaison reliant Melilla à Motril en octobre 2021.
Après s'être sur toutes ses liaisons hors du détroit de Gibraltar, FRS reconcentre ses activités sur ses liaisons historiques qu'elle opère depuis plus de 20 ans.
En attendant la réouverture des liaisons maritimes entre le Maroc et l'Espagne le nouveau logo et la nouvelle charte graphique de FRS est introduite dans l'ensemble de ses filiales y compris celle de FRS Iberia/Maroc. L'ensemble des ferrys s'habille de la nouvelle livrée. Seuls les Ro-Pax le Tanger Express et le Kattegat ainsi que le Ro-Ro Miramar Express gardent leur ancienne livrée. Les ferrys jumeaux assurant la liaison entre Tanger Med et Algésiras sont équipés seulement à l'intérieur de leur navire de la nouvelle charte graphique de la compagnie maritime.

#### De nouveaux ferrys rapide acquis
FRS annonce l'acquisition d'un nouveau ferry. Nommé Akane, ce navire japonais construit par Incat en 2015, ayant appartenu à la compagnie japonaise Sado Kisen, est capable d'accueillir 692 passagers et 155 véhicules.
2 mois après sa longue traversée depuis le Japon jusqu'à son arrivée en fin août au port d'Algésiras. Le ferry subit une importante rénovation intérieure et arbore la nouvelle livrée de FRS, le navire est officiellement présenté le 7 octobre 2021 à l'occasion d'un évènement public organisée par la filiale espagnole. Lors de cet évènement le PDG Ronny Moriana a déclaré au sein de cet évènement sa satisfaction et sa fierté de l'acquisition de ce nouveau navire. Le navire est affecté le jour même sur la liaison maritime entre Ceuta et Algésiras. Le ferry était censé assurer la liaison entre Tarifa et Tanger Ville mais les tests et les défauts qu'il a pu rencontrer en accostant dans le port de Tarifa ont convaincu à FRS de ne pas l'intégrer sur sa liaison historique.
À la suite de la réouverture des frontières maritimes entre le Maroc et l'Espagne auquel FRS relance par sa route emblématique entre Tarifa et le port de Tanger, le Levante Jet est affecté pendant l'Été 2022 ainsi que pendant l'Été 2023 sur la ligne Tanger Med - Algésiras. Il a pour objectif de pouvoir renforcer les navires habituels sur cette liaison (le Tanger Express et le Kattegat) lors des périodes de grands pics durant l'Opération Marhaba auquel plus de 2 millions de passagers transitent vers le Maroc depuis l'Espagne par voie maritime.
La compagnie annonce l'achat d'un 2nd ferry rapide Il s'agit de l'ex Bonanza Express qui appartenait à Fred Olsen et racheté par Ponte Ferries qui avait fait faillite à la suite du non lancement de sa liaison entre la Sicile et Malte. durant sa maintenance. Le ferry est renommé Poniente Jet et est prévu de s'intégrer entre Tanger Med et Algésiras pendant l'Été 2023 permettant au Levante Jet de retourner sur sa liaison habituelle. Cependant le navire doit s'équiper d'une rampe ainsi qu'une rénovation importante de son intérieur.
Le ferry est mobilisé entre Algésiras et Ceuta d'abord pour combler la fin de l'Opération Marhaba 2023 avec l'Algeciras Jet. Puis il remplace occasionnellement le Levante Jet assurant cette liaison dans le reste de l'année. Mais les problèmes de moteurs persistants et le non-respect des horaires de départ et d'arrivées immobilisent depuis désormais plusieurs mois le ferry au Port d'Algésiras.

## Vente de la filiale FRS Iberia/Maroc à DFDS

### Les premiers signes
Lors d'un communiqué de presse en janvier 2023, FRS Iberia annonce rechercher des investisseurs afin d'accélérer sa croissance économique «pour continuer à croître et à consolider sa position stratégique dans le transport maritime de passagers et de marchandises». La compagnie annonce pour cela rechercher des investisseurs «par l'intermédiaire de Lincoln International, une banque d'investissement spécialisée, un processus de levée de fonds qui lui permettra, à moyen et long terme, d'entreprendre de nouveaux investissements comme le expansion de la flotte, entre autres, pour répondre à la demande croissante du secteur.»

#### La confirmation d'une nouvelle étape pour FRS Iberia/Maroc
Le 17 septembre 2023 lors d'un communiqué commun sur le site FRS World et celui de DFDS. Le groupe allemand annonce la vente de sa filiale à la compagnie danoise DFDS. FRS justifie sa vente par la volonté «d'étendre ses activités nationales et internationales dans d'autres régions» ainsi «qu'une étape importante pour l'expansion sur de nouveaux marchés et un développement de ferries modernes et à faibles émissions.»
DFDS justifie le rachat par la voix du PDG Torben Carlsen : « Nous sommes ravis d'étendre notre réseau à l'un des marchés de ferry les plus importants d'Europe qui, selon nous, continuera à afficher une forte croissance soutenue par la délocalisation en cours des chaînes d'approvisionnement vers l'Europe »
Tandis que selon Mathieu Girardin, chef de la division Ferry de DFDS et vice-président exécutif « Il s'agit d'une excellente opportunité de faire évoluer le modèle économique de DFDS. Nous appliquerons nos capacités et notre expérience, notamment du marché maritime à courte distance de la Manche, pour développer davantage l'infrastructure des ferries du détroit de Gibraltar tout en soutenant le tourisme et le commerce régionaux ».
DFDS souligne également que le rachat de FRS Iberia/Maroc, contribuera «à développer et à étendre le réseau de transport axé sur le transport de marchandises dans des remorques par ferry, route et train ainsi que sur le déplacement de passagers. Ainsi qu'elle «devrait apporter des avantages opérationnels, notamment l'allocation du tonnage et les avantages de l'application des connaissances du modèle commercial des routes de ferry de fret existantes et des routes maritimes à courte distance combinées de fret et de passagers dans la Manche».
Le 10 janvier 2024, FRS Iberia/Maroc passe officiellement sous le giron de la compagnie maritime danoise.
Le 20 mai 2024, DFDS annonce la nomination de Jean-Claude Charlo comme nouveau directeur général de FRS Iberia/Maroc / DFDS.

### Premiers signes de la transition vers DFDS
Les premiers signes de la transition vers DFDS, se montrent par le changement du logo qui de manière transitoire affiche ceux de FRS et de DFDS sur son site web ainsi que sur l'ensemble des plateformes de communication. Un changement qui se distingue également par la mobilisation du Patria Seaways appartenant à la filiale lituanienne de DFDS sur le détroit de Gibraltar entre Tanger Med et Algésiras formant un nombre de 3 ferrys effectuant cette rotation jusqu'en juin 2024.
La livrée des navires montre aussi les premiers signes du passage de FRS à DFDS. En effet alors que le Ceuta Jet effectuait sa cale sèche dans les chantiers de Gildbock à Gibraltar, le navire a déjà reçu sa nouvelle image corporative de couleur bleue ainsi que le nom de «DFDS» en blanc sur les deux côtés du navire. Le ferry a repris ses activités avec la nouvelle image corporative entre Tarifa et Tanger. La cale sèche du Tarifa Jet permet d'être le second navire à arborer la nouvelle image corporative. Il a repris lui aussi la liaison entre Tarifa et Tanger sous cette nouvelle livrée.
Profitant également de sa cale sèche entre mai et juin 2024, le Tanger Express est le troisième navire a arborer les nouvelles couleurs de son nouveau propriétaire. Le ferry a repris sa liaison habituelle au mois de juin entre Algésiras et Tanger Med.
Cependant les ferrys ayant reçu les couleurs de la nouvelle compagnie gardent encore à l'intérieur les couleurs de FRS de même que les uniformes des membres d'équipage.
Le Levante Jet à la fin de l'année 2024 est le 4e à arborer la livrée après sa cale sèche.
Seuls le Kattegat qui ferrys qui fait partie du rachat de FRS Iberia/Maroc par DFDS serait aux couleurs de l'ancien propriétaire.

### Perte la liaison Tarifa-Tanger
Alors que FRS Iberia Maroc / DFDS assurait depuis plus d'une vingtaine d'années la liaison maritime entre Tarifa et Tanger Ville. Le nouveau concours d'appel d'offres lancé par l'Autorité Portuaire de la Baie d'Algésiras pour la liaison Tarifa - Tanger Ville pour la compagnie côté espagnole est devenu plus exigeant. En effet l'APBA qui gère également le port de Tarifa souhaite faire de cette liaison la première ligne maritime intercontinentale verte entre l'Europe et l'Afrique. Les critères techniques et environnementaux priment pour la première fois dans le concours d'appel d'offres à ceux des critères économiques.
3 compagnies ont répondus dont FRS Iberia Maroc / DFDS ainsi que Baleària et Trasmapi. C'est finalement Baleària qui remporte l'appel d'offres et exploitera la ligne pour une durée de 15 ans. FRS Iberia Maroc / DFDS a cessé la liaison le 5 mai 2025 dont les dernières rotations avec le Ceuta Jet se sont effectués le 4 mai 2025.

## Liste des navires
FRS/DFDS-Iberia/Maroc possède actuellement 3 ferries dont 2 sont des Ro-Pax et les 1 autre est un ferry rapide.

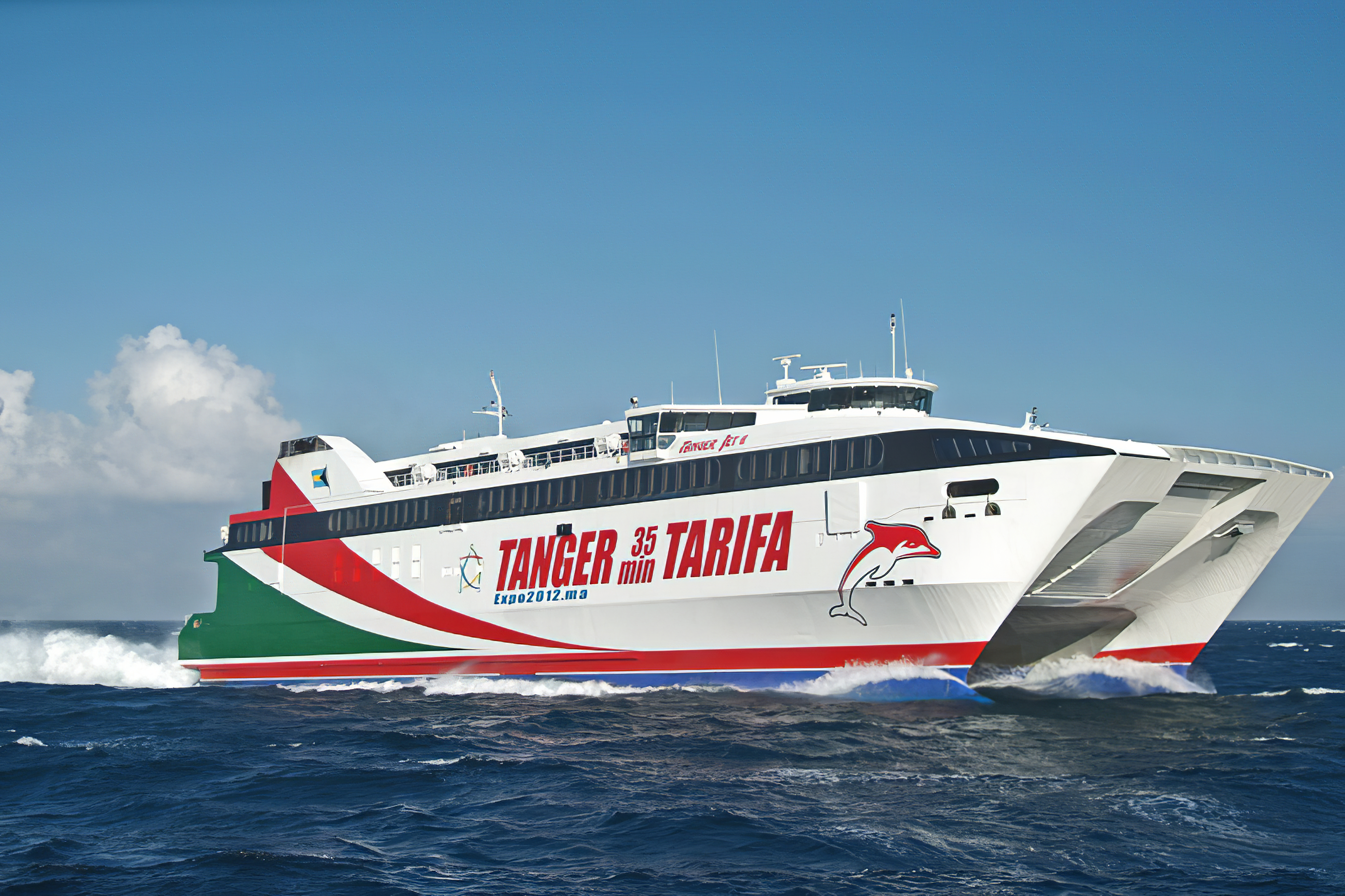
L'ancien Tanger Jet II, de FRS Iberia/Maroc

| Nom            | Année de construction | Année de mise en service | Tonnage   | Notes                | Références |
| -------------- | --------------------- | ------------------------ | --------- | -------------------- | ---------- |
| Ceuta Jet      | 1998                  | 2003                     | 2,273 GT  | Tarifa-Tanger        | [ 2 ]      |
| Tanger Express | 1996                  | 2012                     | 14,221 GT | Algésiras-Tanger Med | [ 3 ]      |
| Kattegat       | 1996                  | 2014                     | 14,221 GT | Algésiras-Tanger Med | [ 4 ]      |

### Anciens navires
- Thundercat I depuis 2008 MS MegaJet appartient a Seajet[5]
- Nicea vendu à la ferraille en 2010[6]
- Tanger Jet I vendu en 2011 à Fortune et renommé Sama 1[7]
- Eurovoyager vendu à la ferraille en 2012[8]
- Tanger Jet II vendu en 2014 à Conferry et renommé en Virgin de Coromoto[9]
- Al Andalus Express vendu depuis 2019 à Naviera Armas - Trasmediterranea Vronskiy détruit en 2021 à Aliaga en Turquie[10].
- Miramar Express vendu en 2024 à Lakeway Link[11]
- Algeciras Jet repris par la maison mère FRS et renommé Ruby Express pour l'intégrer à la compagnie maritime L'Express des Iles acquise par FRS et renommé FRS Express des Iles.
- Tarifa Jet transféré par DFDS sur la liaison Saint-Malo - Jersey
- Levante Jet transféré par DFDS sur la liaison Jersey  - Poole

### Navires affrétés par d'autres compagnies auprès de FRS/DFDS
- Miramar Express affrété en 2019 à la CTN (Compagnie tunisienne de navigation)

### Anciens navires affrétés par FRS/DFDS - Iberia/Maroc
- Stena Feronia en remplacement du Tanger Express pendant sa cale sèche en 2012 puis utilisé comme renfort après la réintégration du Tanger Express entre Tanger Med et Algésiras pour l'Opération Marhaba 2012. Affrété ensuite par Intershipping en 2013 et en 2014[12]
- Golden Bridge affrété pour la liaison Motril-Melilla entre mars 2019 et janvier 2020 auprès de A Ships[13]
- Patria Seaways affrété par FRS Iberia-Maroc /DFDS pour la liaison Algésiras - Tanger Med entre novembre 2023 et juin 2024
- Poniente Jet appartenant d'abord à FRS Iberia/Maroc puis à la maison mère FRS car non inclus dans la flotte sous le giron de DFDS. Affrété par FRS Iberia Maroc / DFDS lors de l'Opération Marhaba 2024 entre Ceuta et Algésiras puis entre Tanger Med et Algésiras.
- Al Andalus Express affrété par FRS Iberia-Maroc /DFDS entre mars 2025 et avril 2025 à la suite de la cale sèche du Kattegat.
- Ramon Llull
- Jaume I